# Larisa Pelešenková
Larisa Pelešenková (rusky Лариса Александровна Пелешенко; * 29. února 1964, Slancy) je bývalá ruská atletka, halová mistryně světa a Evropy ve vrhu koulí.

## Kariéra
Jejím prvním úspěchem bylo druhé místo na halovém mistrovství Evropy v roce 1988. Stejného umístění dosáhla v roce 1994. V následující sezóně byla kvůli užití dopingu potrestána zastavením činnosti na čtyři roky a byla jí odebrána zlatá medaile z halového mistrovství světa v Barceloně z tohoto roku. Po uplynutí trestu vybojovala v roce 2000 titul halové mistryně Evropy a stříbrnou medaili v soutěži koulařek na olympiádě v Sydney. Jejím posledním úspěchem byl titul halové mistryně světa v roce 2001.

## Osobní rekordy
- hala - (20,69 m - 11. února 1988, Volgograd)
- venku - (21,46 m - 26. srpna 2000, Moskva)